# Double Shot (attraction)
Pour les articles homonymes, voir Double Shot.

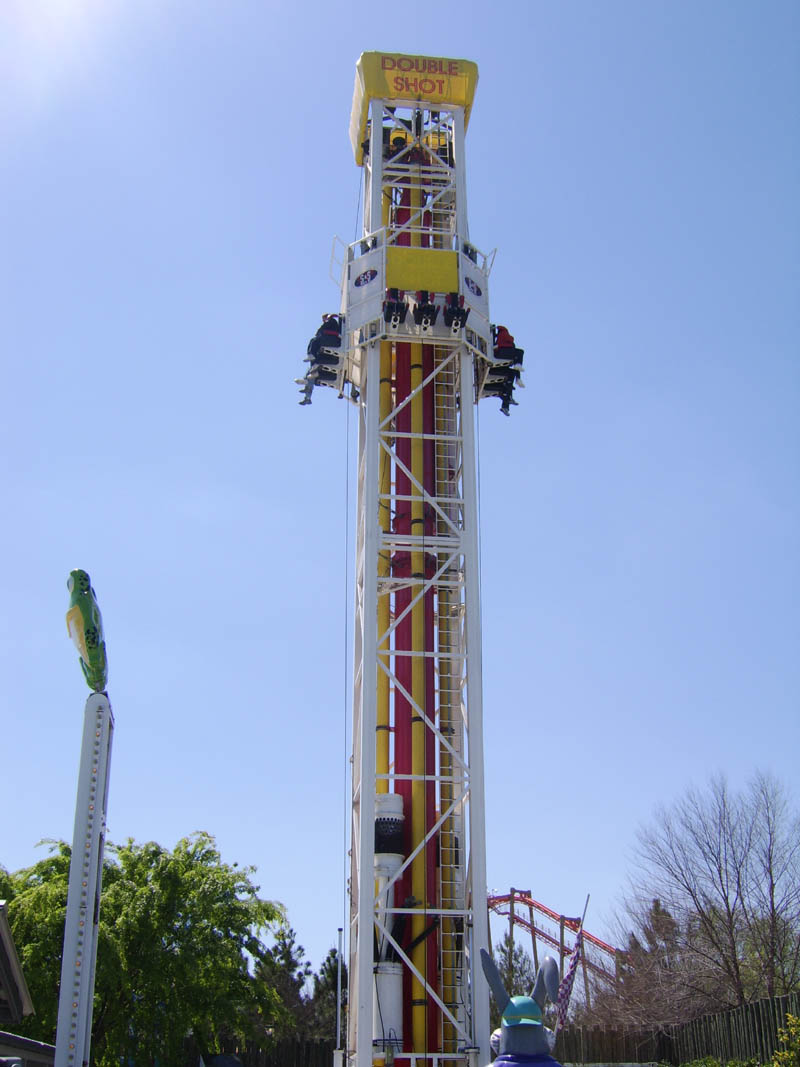
Double Shot à Wild Adventures.

Double Shot est un type d'attractions de la famille des tours de chute construit par S&S - Sansei Technologies.

## Concept et opération
La tour, qui mesure entre 25 et 39 mètres, possède une nacelle mobile sur laquelle sont installées 12 places.
L'attraction utilise de l'air comprimé pour propulser rapidement les passagers en haut de la tour ; s'ensuit une série de rebonds avant de revenir sur la plateforme au sol. Le tour dure environ 40 secondes.
L'attraction ressemble beaucoup à Space Shot, du même constructeur, mais cette version a la particularité d’avoir un lancement supplémentaire.

## Attractions de ce type
- Accelerator - Celebration City ( États-Unis)
- Barnstormer - Loudoun Castle ( Royaume-Uni)
- Brain Drain - Wild Waves ( États-Unis)
- Double Shot - Bakken ( Danemark)
- Double Shot - Indiana Beach ( États-Unis)
- Double Shot - Santa Cruz Beach Boardwalk ( États-Unis)
- Double Shot - Wild Adventures ( États-Unis)
- Dragons Tower - Castle Park ( États-Unis)
- Dr. Dean's Rocket Machine - Magic Springs and Crystal Falls ( États-Unis)
- Hyper Blaster - Pleasure Island Family Theme Park ( Royaume-Uni)
- Liberty Launch - Holiday World ( États-Unis)
- Lucozade Space Shot - New Pleasureland Southport ( Royaume-Uni)
- Star Blaster - Canobie Lake Park ( États-Unis)